# Kockázat
A kockázat valamely cselekvéssel járó veszély, veszteség lehetősége.

## A definíció részletezése és elhatárolás

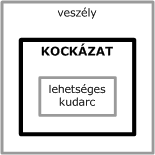
A kockázat elhatárolása a "veszély"-től és a "kudarc"-tól

A nem ismert negatív hatású vagy valószínűségű esemény a veszély. Negatív hatás (kellemetlenség, rossz, baj, kár, katasztrófa) a kitűzött célok meghiúsulása, valamint a tervezett erőforrások, illetve időtartam túllépése. Nem kockázat az, ami bizonyosan bekövetkezik, vagy biztosan nem következik be. A megbízói elégedetlenséggel együtt járó kockázat a – lehetséges – kudarc.
A kockázatokkal kapcsolatban vizsgált társadalmi jelenségek – katasztrófavédelem, növényvédelem, egészségvédelem, biztosítás, munkavédelem, pénzügyek, kriminalisztika, politika stb. – jogi-szabályozási környezete több-kevesebb részleteséggel tárgyalja a kockázat konkrét fajtáit. Vö. erről pl. a hivatkozásokat a növényvédelemről és a biztosításról.

## Kockázatmenedzsment
A "kockázatmenedzsment" – mint fogalom, tartalmi szempontból – az "öt menedzsment funkció"-nak (5MF) a kockázatok elleni védekezésre ill. ennek vezetői feladataira történő vonatkoztatását, valamint az "öt menedzsment funkció" megvalósítását jelenti.
(Az "öt menedzsment funkció" (5MF): tervezés, szervezés, irányítás, ellenőrzés, továbbfejlesztés.)
A "kockázatmenedzsment", ennek megfelelően, magában foglalja:
1. a kockázattervezést (inc. a "kockázattervezés" megtervezését és megszervezését, a kockázatok feltérképezését, beazonosítását; a kockázatok elemzését, és a kockázatok elleni védekezés (ld. kockázatkezelés) megtervezését (ld. klf. vonatkozó intézkedési terveket) ),
2. a kockázatkezelés (kivitelezésének: megvalósításának, végrehajtásának) megszervezését (pl. folyamatszervezés; technológiák, eljárások, ügyrendek, munkaköri feladatok stb. szabályozása, vonatkozó kézikönyvek, kezelési útmutatók stb. elkészítése),
3. a kockázatkezelés végrehajtásának irányítását,
4. a (kockázattervezés, -szervezés és) kockázatkezelés végrehajtásának ellenőrzését,
5. a "kockázatmenedzsment" továbbfejlesztését (ld. tanulságok feljegyzését és hasznosítását).

### A kockázatelemzés
A kockázatelemzés a lehetséges kockázatok számbavétele, csoportosítása és értékelése a figyelemmel kísért jelenséggel, projekttel vagy üzemeltetési folyamattal kapcsolatban. Az elemzés a lehetséges kockázatcsökkentő intézkedések kidolgozásával zárul, amely a kockázatmenedzselésen belül átvezet a kockázatkezeléshez.

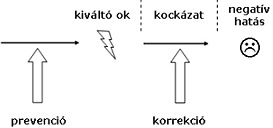
Preventív és korrektív kockázatkezelés

### A kockázatkezelés
A kockázatkezelés a kockázatpotenciál csökkentését jelenti kármegelőzéssel, vagyis a várható negatív esemény bekövetkezési valószínűségének csökkentésével (prevenció), ill. kárcsökkentéssel, a kárhatás horderejének ellensúlyozásával (korrekció).